# Kristo Enn Vaga
Kristo Enn Vaga, né le 4 janvier 1997 à Tallinn, est un coureur cycliste estonien.

## Biographie
En 2014, Kristo Enn Vaga devient champion d'Estonie sur route juniors. En 2015, pour se seconde année chez les juniors, il termine deuxième du champion d'Estonie et neuvième du championnat d'Europe. En France, il se classe sixième de l'étape du mont Faron au Tour PACA juniors. 
Pour la saison 2016, il signe avec le club français Charvieu-Chavagneux Isère Cyclisme, qui évolue en division nationale 2. Avec celui-ci, il obtient plusieurs places d'honneur, en terminant cinquième Nocturne de la Nocturne de Montrevel-en-Bresse, septième d'étape au Tour de Côte-d'Or et huitième du Critérium de Briennon. Dans son pays, il prend la septième place du championnat d'Estonie chez les élites. Il est ensuite recruté en 2017 par le club de l'UC Monaco.

## Palmarès sur route
- 2014
  -  Champion d'Estonie sur route juniors
- 2015
  - 2e du championnat d'Estonie sur route juniors
  - 9e du championnat d'Europe sur route juniors

### Classements mondiaux
| Année           | 2016   |
| --------------- | ------ |
| UCI Europe Tour | 1 205e |

## Palmarès sur piste

### Championnats d'Estonie
- 2015
  -  Champion d'Estonie de poursuite par équipes (avec Siim Kiskonen, Tair Stalberg et Kirill Tarassov)
  -  Champion d'Estonie de vitesse par équipes (avec Kirill Tarassov et Oliver Keller)